# MiG–27
A MiG–27 (cirill betűkkel: МиГ–27–NATO-kódneve: Flogger) szovjet vadászbombázó repülőgép, melyet az 1970-es években fejlesztettek ki a MiG–23-ból. Összesen 1075 repülőgépet gyártottak, ebből 165-öt Indiában, licencben.

## Típusváltozatok

### MiG–27 Flogger–D

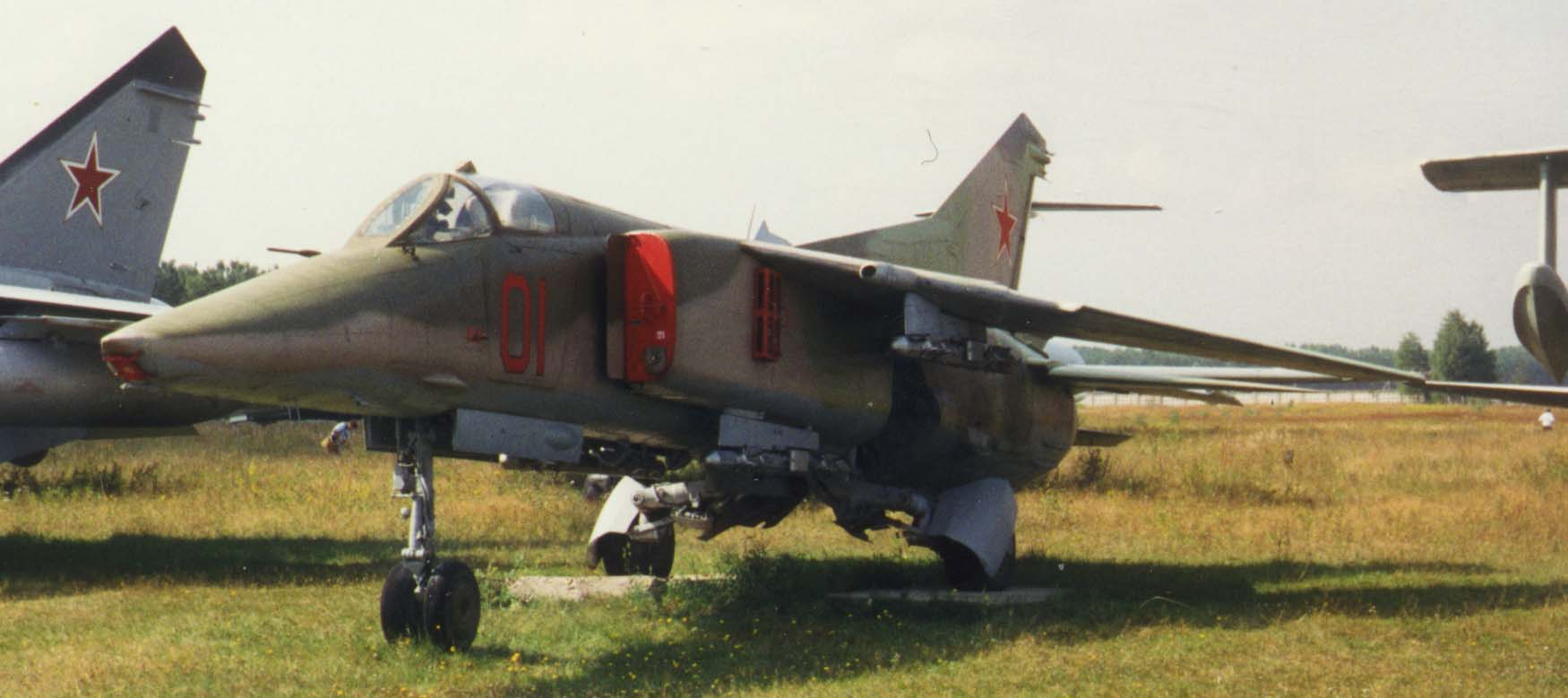
Szovjet MiG–27-es

A MiG–27 (eredeti típusjelzéssel MiG–23BM) a MiG–23BN alapján, a Szovjet Front Légierő (VVSZ) számára több változatban fejlesztett csapásmérő repülőgép. A levegő-beömlőnyílást leegyszerűsítették, ezzel mintegy 300 kilogrammal sikerült csökkenteni a gép szerkezeti tömegét. A törzs alá beépítették a GS–6–30 hatcsövű gépágyút 300 lőszerrel, mely hatalmas tűzerővel rendelkezett, de a gyakorlatban ezt lehetetlen volt kihasználni, mert a fegyver gyakran a repülőgép szerkezetében is károkat okozott, a főfutóaknákban elhelyezett leszálló-fényszórók szinte minden tűzmegnyitásnál összetörtek, emellett a lőszer elakadásakor nem ritkán felrobbant, ami szinte mindig a gép elvesztéséhez vezetett, ezért a gépágyút csak harci helyzetben tárazhatták be. A törzs alatti oldalsó fegyverfelfüggesztő csomópontokat előrébb, a levegő-beömlőnyílások alatt helyezték el. A H–23 rakéták irányító konténere a korszerűbb, részben automatizált Delta–NM (Дельта–НМ) lett, a bal oldali szárnytőbe építve, a jobb oldalon ugyanide egy fotógéppuskát helyeztek el. A szárnytövekbe mindkét oldalon 6-6 infracsapda-kilövőt építettek.
A repülőgép a lényegesen korszerűbb, részben digitális PRnK–23 navigációs rendszert kapta, emellett giroszkóppal stabilizált lézeres célmegjelölő berendezést (Fon-t) építettek az orrba a lézertávmérő helyére. A gépbe új HUD került, az ASZP–17VG–1.
Az első MiG–27-es 1972. november 17-én emelkedett a levegőbe, Valerij Menickij irányításával. A változatból mintegy 360 példányt építettek.

### MiG–27K Flogger–J2

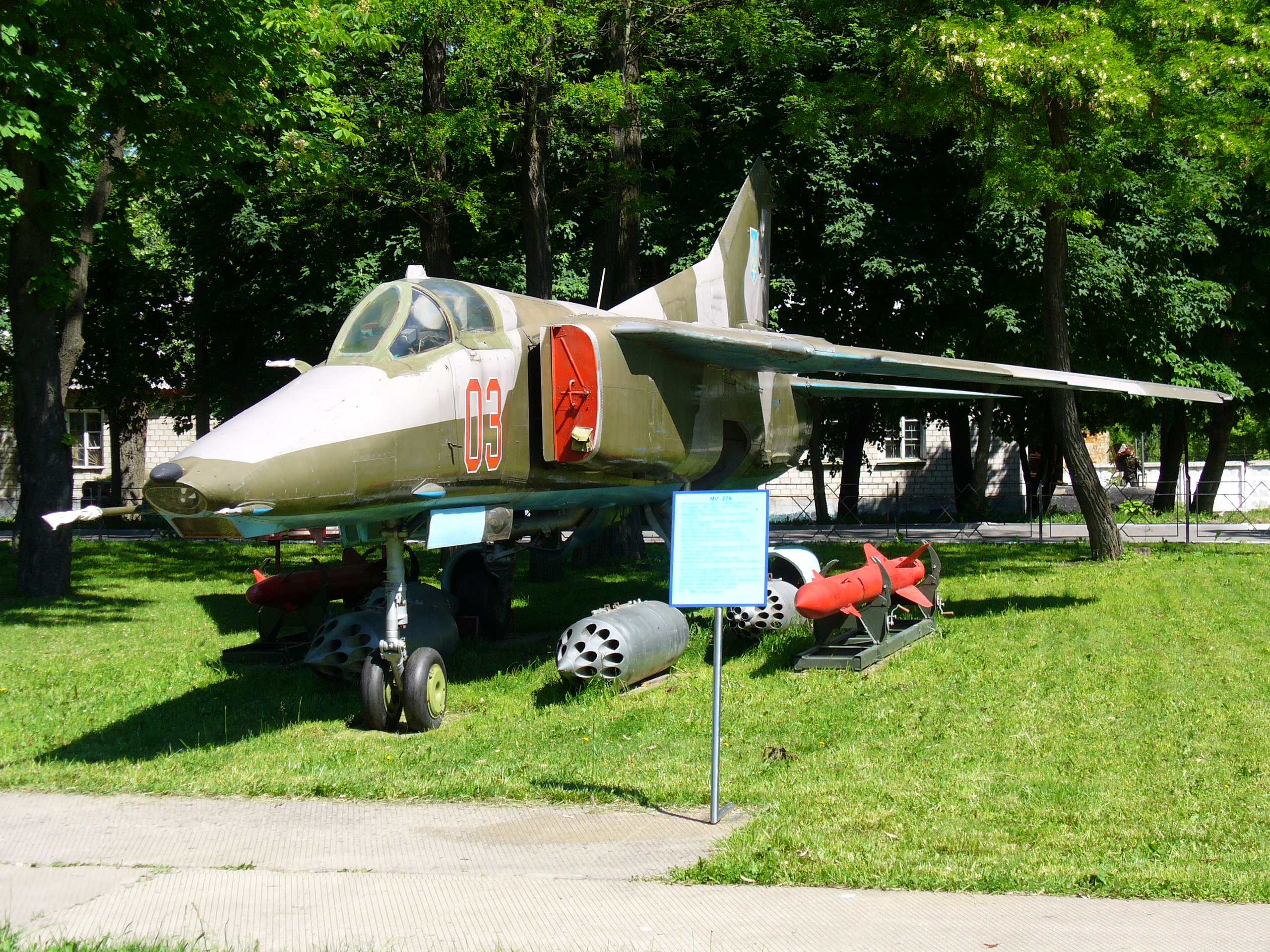
Ukrán MiG–27K a légierő vinnicjai múzeumában

A MiG–27K (eredeti nevén MiG–23BK) az alaptípussal megegyező sárkánnyal, de korszerűbb avionikával készült. Az orr-rész kis mértékben átalakult, a Pitot-csövet áthelyezték az orr bal felső részéről a bal alsóra.
A PRnK–23SZK navigációs rendszer jobb teljesítményét a számítógépe nagyobb memóriájának köszönhette. Az orrba az eredeti Fon helyett a Kajra–23 (Кайра–23) lézeres célmegjelölő berendezést építették, így a gép nem függött külső segítségtől. A berendezés automatizált volt, a pilótának csak rá kellett vinnie az optikát a célra, és az a befogás után a pilóta beavatkozása nélkül végezte a cél követését és lézeres megjelölését. A besugárzásjelző berendezés az SZPO–15L Berjoza–L (СПО-15Л Береза-Л) lett, a szárnytő elé épített antennákkal, amelyek LERX-ként szolgálva javították a nagy állásszögű repülést. A Szireny (Сирень) aktív rádióelektronikai zavaróberendezés korszerűsített változatait építették be, az SZPSZ–141, az SZPSZ–142, és az SZPSZ–143-t, melyek különböző hullámhossztartományokra lettek kifejlesztve. Egy-egy köteléket úgy szerveztek meg, hogy mindhárom zavaróberendezést tartalmazó gép repüljön benne, így több hullámhossz vált lefedhetővé, a gépek egymást védték. Számos elektromos berendezés és rádió mellett a HUD is új lett, az IPP–2–53.
A korszerűbb célzóberendezés számos újabb fegyvertípus függesztését tette lehetővé, így a lézeres félaktív önirányítású KAB–500L légibombáét, a H–25ML, később a H–29L földi célok elleni rakétákét, a televíziós önirányítású KAB–500Kr légibombáét és a H–29Kr földi célok elleni rakétákét. A jobb első törzs alatti felfüggesztésen hordozott Vjuga konténer segítségével a gép alkalmazhatta a H–25MP és a korszerűbb H–27PSZ lokátorromboló rakétákat.
A megnövekedett tömegű avionika miatt a pilótafülke páncélzatát elhagyták, a gép védettségét a precíziós fegyverek nagyobb tömegű alkalmazásától várták, de ez az afganisztáni tapasztalatok alapján nem vált be, a páncélzatot visszaépítették, a Delta–NM berendezést viszont kiszerelték. A hozzá tartozó rádió-távirányítású H–23 rakéták irányításához a gép egyik fegyverfelfüggesztő csomópontjára kellett a Delta konténert függeszteni.
A repülőgép első felszállására 1974. december 30-án került sor, Aviard Fasztovec irányításával. A bonyolult avionika miatt a berepülési program elhúzódott, a gép csak 1980-ban állhatott hadrendbe. Irkutszkban gyártották, összesen 197 példány épült. MiG–27R felderítő változatát is tervezték, de ez nem valósult meg.

### MiG–27M
A MiG–27K-val megegyező, de annál olcsóbb repülőgép. Navigációs rendszere az egyszerűbb PRnK–23M, az orrba a Kajra–23 helyett a Kljon–PM (Клен-ПМ) lézeres célmegjelölő és távmérő berendezés került. A Pitot-cső visszakerült eredeti helyére, az orr fölé. A változat első példánya (egy átalakított MiG–27K) 1976 áprilisában repült először, sorozatgyártása 1978-ban indult be, 1982-ig Ulan-Udében 162 gépet gyártottak.
A gépet megrendelte az Indiai Légierő is, ilyen gép első felszállása 1986. január 11-én volt. A néha MiG–27ML Bahadur-nak nevezett gépből összesen 165-öt gyártott az Indiai Légierő számára, részben licencben, a Hindustan Aircraft Limited Indiában. A gépek korszerűsítési programon esnek át, új hajtóművük a Ljulka AL–31F lesz, az első átépített repülőgép 2008. március 21-én repült először, Oleg Vasziljevics Antonovics irányításával.

### MiG–27D

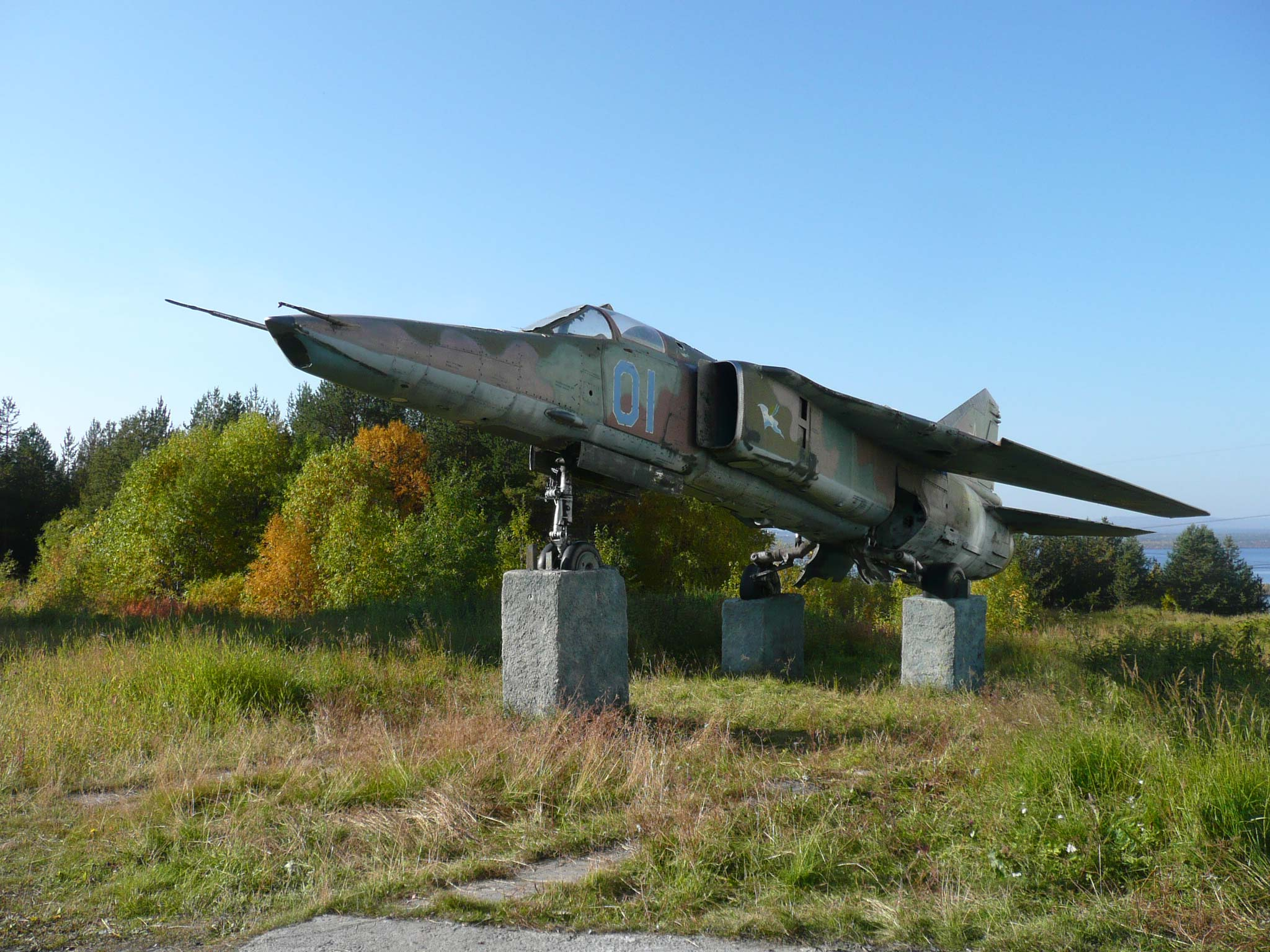
MiG–27D

A MiG–27D az eredeti MiG–27-esekből átalakított repülőgép. Az átépítés során a MiG–27M berendezéseit építették be (a navigációs rendszer kissé fejlettebb volt), a gépek külsőleg szinte megkülönböztethetetlenek egymástól. A mintegy 300 gép átépítése 1989-ig tartott. Az Irkutszkban működő gyár jobb termelési minősége miatt ezeket a gépeket általában jobbnak tartották, mint az ulan-udei MiG–27M-eket. Ez az altípus került alkalmazásra Magyarországon is Debrecenben és Kunmadarason is. Az első 1987 júniusában érkezett a 88. gárda vadászbombázó-ezred állományában Debrecenbe. Itt összesen 45 db szolgált a kivonulás végéig. 1989 júliusától pedig az 1. gárda vadázbombázó-ezred állományában Kunmadarason több 34 db szolgált 15 db MiG–23UB-val együtt (Szu–17M2/UM2-ket váltottak fel).

### Monográfiák
- Vándor Károly A szovjet légierő Magyarországon és Ausztriában. VPP, 2. átdolgozott angol–magyar kiadás, ISBN 963-217-380-5

### Fotógalériák
- MiG–27K – airforce.ru
- MiG–27D – airforce.ru
- MiG–27K – primeportal.net